# 上野真之介
上野 真之介（うえの しんのすけ、1988年2月25日 - ）は、佐賀県出身のボートレーサー。登録第4503号。血液型A型。102期。佐賀支部所属。同期に前田将太、島田賢人、遠藤エミ、河合佑樹、山田康二らがいる。
師匠は同期の山田や後輩の安河内将と同じく峰竜太。

## 来歴
- 佐賀県立唐津工業高等学校卒業。
- やまと競艇学校時代、リーグ戦勝率5.94（準優出5　優出2）の成績を残した。
- 2008年3月20日選手登録。
- 2008年5月7日から唐津競艇場で開催された 一般戦「日本財団会長杯」初日第2Rでデビュー[1]。（6着）
- 2008年8月6日がら若松競艇場で開催された 一般戦「アサヒビールカップ」初日第9Rで4号艇6コースからまくり差しを決めて初勝利[2]。（26走目）
- 2010年2月23日から児島競艇場で開催された G3「新鋭リーグ第2戦　第22回瀬戸の若鷲決定戦」6日目（最終日）第12R（優勝戦）に出走[3]し、初優出。（4着）
- 2010年6月28日から唐津競艇場で開催された 一般戦「第1回虹の松原カップ」5日目（最終日９第12Rで1号艇1コースから逃げを決めて勝利[4]し、初優勝を飾る。（優出4回目）
- 2010年11月3日から江戸川競艇場で開催された 一般戦「第9回JLCカップ」6日目（最終日）第12R6号艇6コースからまくり差しを決めて勝利[5]し、自身2度目の優勝。
- 2012年1月24日からボートレース芦屋で開催された G1「第26回新鋭王座決定戦」でG1初出場を果たし、2走目となる2日目第2Rで5号艇5コースから抜きで勝利[6]し、G1初勝利を決める。
- 2018年12月19日からボートレース住之江で開催された SG「第33回グランプリシリーズ」初日第7Rに出走[7]しSG初出場。
- 2019年5月21日からボートレース福岡で開催された SG「第46回ボートレースオールスター」2日目第8Rで3号艇3コースからまくりを決めて勝利[8]し、SG初勝利を飾る。
- 2022年3月26日からボートレース下関で開催された G1「開設67周年記念 競帝王決定戦」5日目第7Rに出場し、1号艇1コースから逃げを決め勝利[9]し、デビュー13年10ヶ月で通算1000勝を達成した。（歴代1150人目）

## 戦績
- 出走回数：3686回
- 1着回数：1010回
- 優出回数：130回
- 優勝回数：24回
- フライング(F)回数：8回
- 出遅れ(L)回数：0回
- 通算勝率：6.61
- 2連対率：47.64
- 3連対率：65.11
- 生涯獲得賞金：448,812,780円